# El exilio de Gardel (Tangos)
El exilio de Gardel (Tangos) és una pel·lícula argentina-francesa estrenada el 20 de març de 1986, dirigida per Fernando Solanas i protagonitzada per Marie Laforêt, Miguel Ángel Solá i Philippe Leotard. La pel·lícula va ser seleccionada com a entrada argentina per l'Oscar a la millor pel·lícula de parla no anglesa als Premis Oscar de 1986, però no va ser acceptada com a nominada.

## Sinopsi
Musical de tango que mostra detalls de la vida d'un grup d'argentins tractant de sobreviure en el seu exili en París, durant la dictadura argentina anomenada Procés de Reorganització Nacional (1976-1983).

## Repartiment
| Actor               | Personatge    |
| ------------------- | ------------- |
| Marie Laforêt       | Mariana       |
| Miguel Ángel Solá   | Juan Dos      |
| Philippe Leotard    | Pierre        |
| Marina Vlady        | Florence      |
| Georges Wilson      | Jean Marie    |
| Lautaro Murúa       | Gerardo       |
| Ana María Picchio   | Ana           |
| Gabriela Toscano    |               |
| Miguel Etcheverry   | San Martín    |
| Melki               | El Ángel      |
| Gregorio Manzur     | Carlos Gardel |
| Leonor Galindo      |               |
| Eduardo Pavlovsky   |               |
| Jorge Six           |               |
| Guillermo Núñez     |               |
| Mirtha Ca Medeiros  |               |
| Guillermo Angelelli |               |
| Fernando Solanas    | Discépolo     |
| Héctor Malamud      |               |
| Olkar Ramírez       | Juan Uno      |

## Premis
- 1985, Gran Premi Speciale del Jurat de la 42a Mostra Internacional de Cinema de Venècia.[3]
- 1985, Gran Coral (Primer Premi) del Festival Internacional del Nou Cinema Llatinoamericà de l'Havana, compartit amb "Frida, naturaleza viva".
- 1986, Premi César (França) a la millor música.
- 1987, Cóndor de Plata de l'Asociación de Cronistas Cinematográficos de la Argentina, millor pel·lícula, millor director, millor música, millor fotografia, millor muntatge.[4]